# 珲春南站
珲春南站（中国朝鲜语：／*/?），位于中国吉林省图珲铁路66km处，原名珲春站，始建于1997年，自2010年11月1日起更名为珲春南站。
现有宽轨旅客列车到发线1条，准轨货物列车到发线兼调车线3条（含1条正线），有效长度650米。宽轨货物列车到发线兼调车线3条，有效长度800m。宽准轨换装线各1条，有效长度410-355m。准轨货物线4条，宽轨货物线2条，准轨轨道衡线1条，宽轨轨道衡线1条，准轨油库线1条，准轨机车中检线1条，宽轨机车中检线1条，工务线1条，安全线1条。配有5台DF4B型机车。